# Футболіст року в Південній Америці
Титул Футболіст року в Південній Америці присуджують найкращому футболістові Південної Америки, що грає в південноамериканському клубі. З 1971 по 1992 рік його присуджувала венесуельська газета «El Mundo». З 1986 подібне опитування проводив і уругвайський журнал «El País», де обирали «Короля футболу Америки» (Rey del Fútbol de América), чия версія з 1992 року стала офіційною.
Нагорода вручається найкращому футболістові, який представляє країни КОНМЕБОЛ, і набрав найбільшу кількість голосів за результатами опитувань видання за минулий календарний рік. Єдиними футболістами, що на момент номінації не грали в південноамериканському клубі і здобули нагороду є Маріо Кемпес з «Валенсії» (1978) і Хосе Сатурніно Кардосо з «Толуки» (2002). Враховуються виступи у складі національних збірних та клубних (зазвичай, міжнародних) південноамериканських кубках та чемпіонатах.

## Переможці

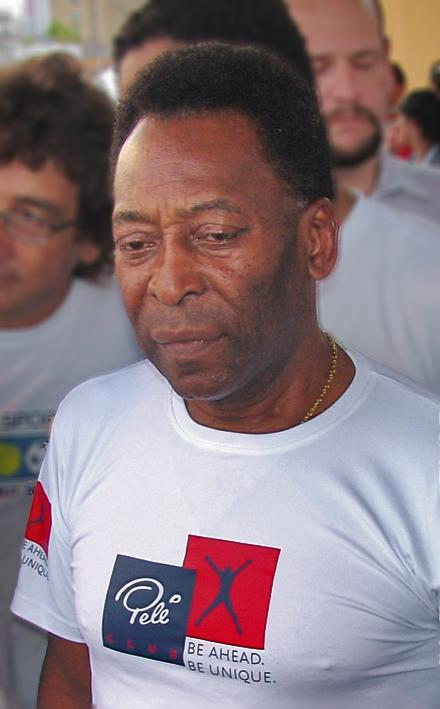
Велика частина кар'єри легендарного Пеле пройшла ще до створення призу, але 1973 року він все ж отримав свою нагороду

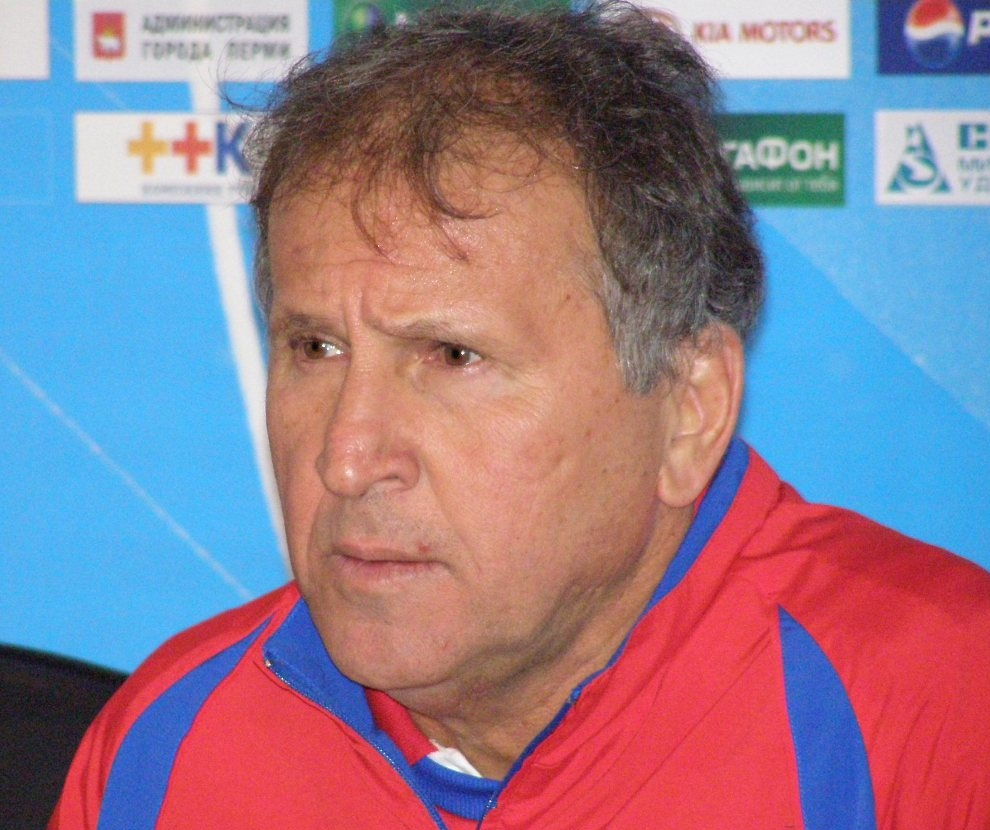
Легенда «Фламенго» Зіку тричі удостоювався звання найкращого футболіста Південної Америки

| Рік  | Футболіст              | Клуб                  | Країна    | Амплуа   |
| ---- | ---------------------- | --------------------- | --------- | -------- |
| 1971 | Тостао                 | Крузейро              | Бразилія  | ПЗ, Нап. |
| 1972 | Теофіло Кубільяс       | Альянса Ліма          | Перу      | ПЗ, Нап. |
| 1973 | Пеле                   | Сантос                | Бразилія  | Нап.     |
| 1974 | Еліас Фігероа          | Інтернасьйонал        | Чилі      | Зах.     |
| 1975 | Еліас Фігероа          | Інтернасьйонал        | Чилі      | Зах.     |
| 1976 | Еліас Фігероа          | Інтернасьйонал        | Чилі      | Зах.     |
| 1977 | Зіку                   | Фламенгу              | Бразилія  | ПЗ       |
| 1978 | Маріо Кемпес           | Валенсія              | Аргентина | Нап.     |
| 1979 | Дієго Марадона         | Аргентинос Хуніорс    | Аргентина | Нап.     |
| 1980 | Дієго Марадона         | Аргентинос Хуніорс    | Аргентина | Нап.     |
| 1981 | Зіку                   | Фламенгу              | Бразилія  | ПЗ       |
| 1982 | Зіку                   | Фламенгу              | Бразилія  | ПЗ       |
| 1983 | Сократеш               | Корінтіанс            | Бразилія  | ПЗ, Нап. |
| 1984 | Енцо Франческолі       | Рівер Плейт           | Уругвай   | ПЗ       |
| 1985 | Ромеріто               | Флуміненсе            | Парагвай  | ПЗ, Нап. |
| 1986 | Антоніо Альсаменді     | Рівер Плейт           | Уругвай   | Нап.     |
| 1987 | Карлос Вальдеррама     | Депортіво Калі        | Колумбія  | ПЗ       |
| 1988 | Рубен Пас              | Расінг (Авельянеда)   | Уругвай   | ПЗ       |
| 1989 | Бебето                 | Васко да Гама         | Бразилія  | Нап.     |
| 1990 | Рауль Вісенте Амарілья | Олімпія (Асунсьйон)   | Парагвай  | Нап.     |
| 1991 | Оскар Руджеррі         | Велес Сарсфілд        | Аргентина | Зах.     |
| 1992 | Раї                    | Сан-Паулу             | Бразилія  | Нап.     |
| 1993 | Карлос Вальдеррама     | Хуніор де Барранкілья | Колумбія  | ПЗ       |
| 1994 | Кафу                   | Сан-Паулу             | Бразилія  | Зах.     |
| 1995 | Енцо Франческолі       | Рівер Плейт           | Уругвай   | ПЗ       |
| 1996 | Хосе Луїс Чилаверт     | Велес Сарсфілд        | Парагвай  | Вр.      |
| 1997 | Марсело Салас          | Рівер Плейт           | Чилі      | Нап.     |
| 1998 | Мартін Палермо         | Бока Хуніорс          | Аргентина | Нап.     |
| 1999 | Хав'єр Савіола         | Рівер Плейт           | Аргентина | Нап.     |
| 2000 | Ромаріу                | Васко да Гама         | Бразилія  | Нап.     |
| 2001 | Хуан Роман Рікельме    | Бока Хуніорс          | Аргентина | ПЗ       |
| 2002 | Хосе Сатурніно Кардосо | Толука                | Парагвай  | Нап.     |
| 2003 | Карлос Тевес           | Бока Хуніорс          | Аргентина | Нап.     |
| 2004 | Карлос Тевес           | Бока Хуніорс          | Аргентина | Нап.     |
| 2005 | Карлос Тевес           | Корінтіанс            | Аргентина | Нап.     |
| 2006 | Матіас Фернандес       | Коло-Коло             | Чилі      | ПЗ       |
| 2007 | Сальвадор Кабаньяс     | Клуб Америка (Мехіко) | Парагвай  | Нап.     |
| 2008 | Хуан Себастьян Верон   | Естудіантес           | Аргентина | ПЗ       |
| 2009 | Хуан Себастьян Верон   | Естудіантес           | Аргентина | ПЗ       |
| 2010 | Андрес Д'Алессандро    | Інтернасьонал         | Аргентина | ПЗ       |
| 2011 | Неймар                 | Сантос                | Бразилія  | Нап      |
| 2012 | Неймар                 | Сантос                | Бразилія  | Нап      |
| 2013 | Роналдінью             | Атлетіку Мінейру      | Бразилія  | ПЗ       |
| 2014 | Теофіло Гутьєррес      | Рівер Плейт           | Колумбія  | Нап      |
| 2015 | Карлос Андрес Санчес   | Рівер Плейт           | Уругвай   | ПЗ       |
| 2016 | Мігель Борха           | Атлетіко Насьйональ   | Колумбія  | Нап      |

## Статистика

### По країнах
| Країна    | Титулів |
| --------- | ------- |
| Аргентина | 13      |
| Бразилія  | 13      |
| Парагвай  | 5       |
| Чилі      | 5       |
| Уругвай   | 5       |
| Колумбія  | 4       |
| Перу      | 1       |

### За гравцем
| Гравець              | Країна    | Титулів |
| -------------------- | --------- | ------- |
| Карлос Тевес         | Аргентина | 3       |
| Еліас Фігероа        | Чилі      | 3       |
| Зіку                 | Бразилія  | 3       |
| Дієго Марадона       | Аргентина | 2       |
| Енцо Франческолі     | Уругвай   | 2       |
| Карлос Вальдеррама   | Колумбія  | 2       |
| Хуан Себастьян Верон | Аргентина | 2       |
| Неймар               | Бразилія  | 2       |

### По клубах
| Клуб               | Титулів |
| ------------------ | ------- |
| Рівер Плейт        | 7       |
| Бока Хуніорс       | 4       |
| Інтернасьонал      | 4       |
| Сантос             | 3       |
| Фламенго           | 3       |
| Архентінос Хуніорс | 2       |
| Корінтіанс         | 2       |
| Сан-Паулу          | 2       |
| Васко да Гама      | 2       |
| Велес Сарсфілд     | 2       |
| Естудіантес        | 2       |